# Pikuj

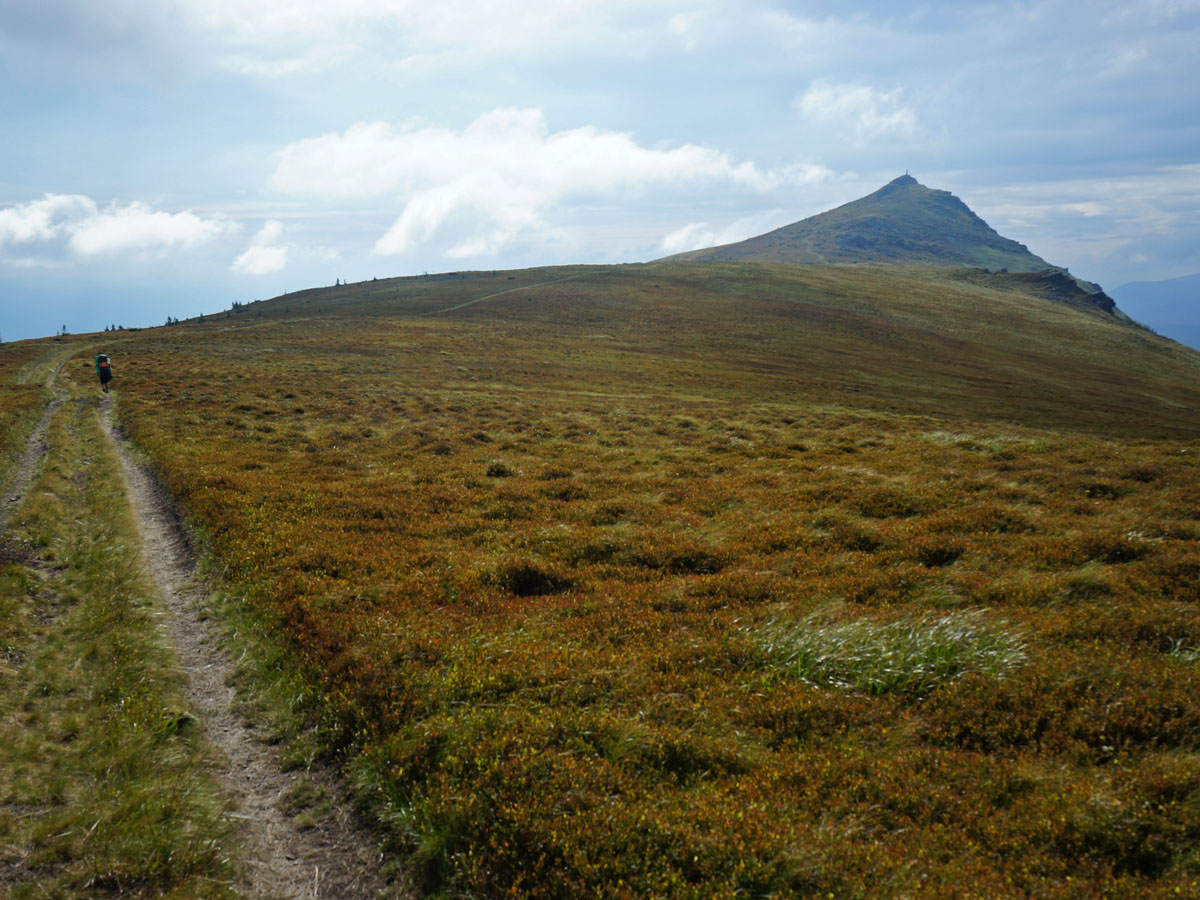
Szczytowe spiętrzenie Pikuja

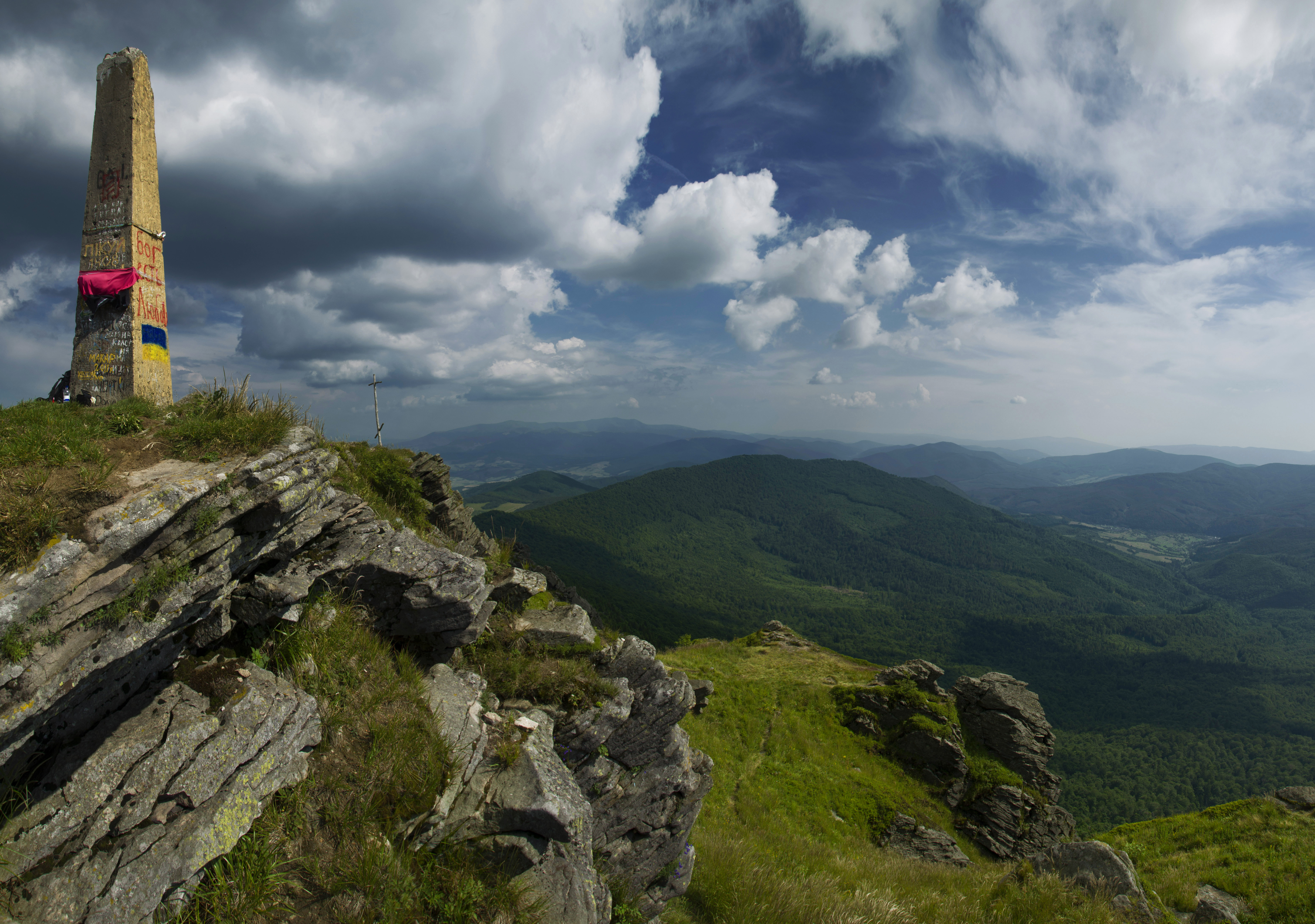
Widok z Pikuja

Pikuj (ukr. Пікуй; 1408 m n.p.m.), dawniej Pikul – szczyt górski na Ukrainie, najwyższy szczyt Bieszczadów Wschodnich, a jednocześnie i całych Bieszczadów. Przez szczyt Pikuja biegnie granica między obwodami: lwowskim (na północy) i zakarpackim (na południu).

## Geografia
Masyw Pikuja leży w całości w zlewisku Morza Czarnego. Sam szczyt wznosi się w grzbiecie wododziałowym, rozdzielającym dorzecza dwóch dużych rzek w zlewisku tego morza, Dniestru i Latoricy, zwanym Wierchowińskim Grzbietem Wododziałowym (ukr. Верховинський Вοдодільний Хребет). Biegnie on z północnego zachodu na południowy wschód aż po szczyt Pikuja. Na szczycie Pikuja wododział skręca na północny wschód i tworzy charakterystyczny róg, skierowany ku południowi. Naturalnym przedłużeniem Grzbietu Wierchowińskiego od szczytu Pikuja ku południowemu wschodowi jest grzbiet Wielka Grańka (ukr. Велика Гранка). Wszystko to powoduje, że szczyt, oglądany od wschodu lub zachodu jawi się jako obłe wzniesienie grzbietu, najeżonego w tym rejonie licznymi skałkami. Natomiast oglądany od południowego wschodu, od Wołowca, ukazuje się jako ostry, szpiczasty wierzchołek o stromych stokach. Zapewne ten widok dał mu w przeszłości nazwę.
Ku północy ze stoków Pikuja spływają potoki Onyliw i Zelemeny, które po połączeniu jako Husnianka wpadają do Stryja, dopływu Dniestru. Ku wschodowi spływają drobne potoki, które po połączeniu, jako Biłasowica, łączą się ze źródłowym tokiem Latoricy. Natomiast ku południowemu zachodowi spływa potok Koczyliwski, uchodzący w Żdenijewie do Żdenijówki, pierwszego dużego prawobrzeżnego dopływu Latoricy.

## Turystyka
Pikuj jest licznie odwiedzany m.in. dla pięknego, dookolnego widoku, wynikającego z faktu, iż szczyt wznosi się aż 800–900 m nad otaczającymi go dolinami. M. in. na zachodzie można dostrzec najwyższe szczyty Polskich Bieszczadów – Tarnicę, Kińczyk Bukowski i Wielką Rawkę. Na szczyt Pikuja wiodą znakowane szlaki turystyczne z Biłasowicy (na wschodzie) oraz ze Żdenijewa (na zachodzie).

## Historia
Przed II wojną światową zwany także Huślą. Na szczycie stoi kilkumetrowy, betonowy obelisk poświęcony pierwszemu prezydentowi Czechosłowacji Tomášowi Masarykowi.
Na przełomie lat 1934/1935 staraniem Przemyskiego Towarzystwa Narciarzy zostało oddane do użytku schronisko pod Pikujem, zniszczone w czasie II wojny światowej.

### Granica państwowa
Do 1772 r. przez Pikuj przebiegała granica między Koroną Królestwa Polskiego a Królestwem Węgier. Po tej dacie biegła tędy granica między krajami koronnymi Monarchii Habsburgów, Cesarstwa Austriackiego i Austro-Węgier: Królestwem Galicji i Lodomerii oraz Królestwem Węgier. Po zakończeniu I wojny światowej przez szczyt Pikuja biegła granica polsko-czechosłowacka (znak graniczny nr 1), a od kwietnia 1939 r., gdy Węgry zagarnęły wschodni skrawek Słowacji – granica polsko-węgierska, która istniała do 28 września 1939 r. a formalnie do 31 grudnia 1945.